# Podmiara
Podmiara – monotoniczna i podaddytywna funkcja zbioru (bądź ogólniej, funkcja określona na algebrze Boole’a) o wartościach rzeczywistych.

## Definicja formalna
Niech {\displaystyle \mathbb {B} =(B,\wedge ,\vee ,',0,1)} będzie algebrą Boole’a. Funkcję {\displaystyle \nu \colon B\to [0,\infty )} nazywamy podmiarą, gdy dla dowolnych {\displaystyle x,y\in B}
- {\displaystyle \nu (0)=0,}
- {\displaystyle x\leqslant y\Rightarrow \nu (x)\leqslant \nu (y),}
- {\displaystyle \nu (x\vee y)\leqslant \nu (x)+\nu (y).}

Jeśli ponadto spełniony jest warunek
- {\displaystyle x\wedge y=0\Rightarrow \nu (x\vee y)=\nu (x)+\nu (y),}

to podmiarę {\displaystyle \nu } nazywamy miarą.